# Vanuatu nos Jogos Paralímpicos
Vanuatu participou pela primeira vez dos Jogos Paralímpicos em 2000, e nunca participou de uma edição dos Jogos Paralímpicos de Inverno.